# Атлантическая дорога
Атлантическая дорога (норв. Atlanterhavsveien; нюнорск Atlanterhavsvegen) — участок двухполосного шоссе оригинальной конструкции в Норвегии, в губернии Мёре-ог-Ромсдал.
36-километровый участок Бюд — Корвог является составляющей региональной дороги 64, находится между населенными пунктами Молде и Кристиансунн (от первого до шоссе 47 км, от второго — 30 км) и связывает небольшие острова Аверёй и Фрей через Атлантический океан.
Имеет титулы «Строение века Норвегии 2005 года» и «Лучшая туристическая дорога страны» по версии газеты The Guardian от 2006 года.
Строительство Атлантической дороги началось в августе 1983 года и было завершено в июле 1989 года, когда её открыли для движения. Первые 10 лет за проезд брали плату, но в июне 1999 года дорога стала бесплатной.
На протяжении 8,27 км шоссе проходит по семи мостам общей длиной 891 метр. Самый высокий мост Сторсейсуннет поднят над водой на высоту в 23 метра специально ради возможности прохождения под ним судов. Под определённым углом зрения этот мост, прозванный в народе «пьяным», напоминает американскую горку, обрывающуюся прямо в небо.
Для путешественников на дороге созданы четыре застекленных панорамных смотровых площадки с парковками для машин и щитами туристической информации. С площадок можно фотографировать, обозревать живописные окрестности (иногда в воде можно увидеть даже китов) и ловить рыбу с оборудованных помостов.

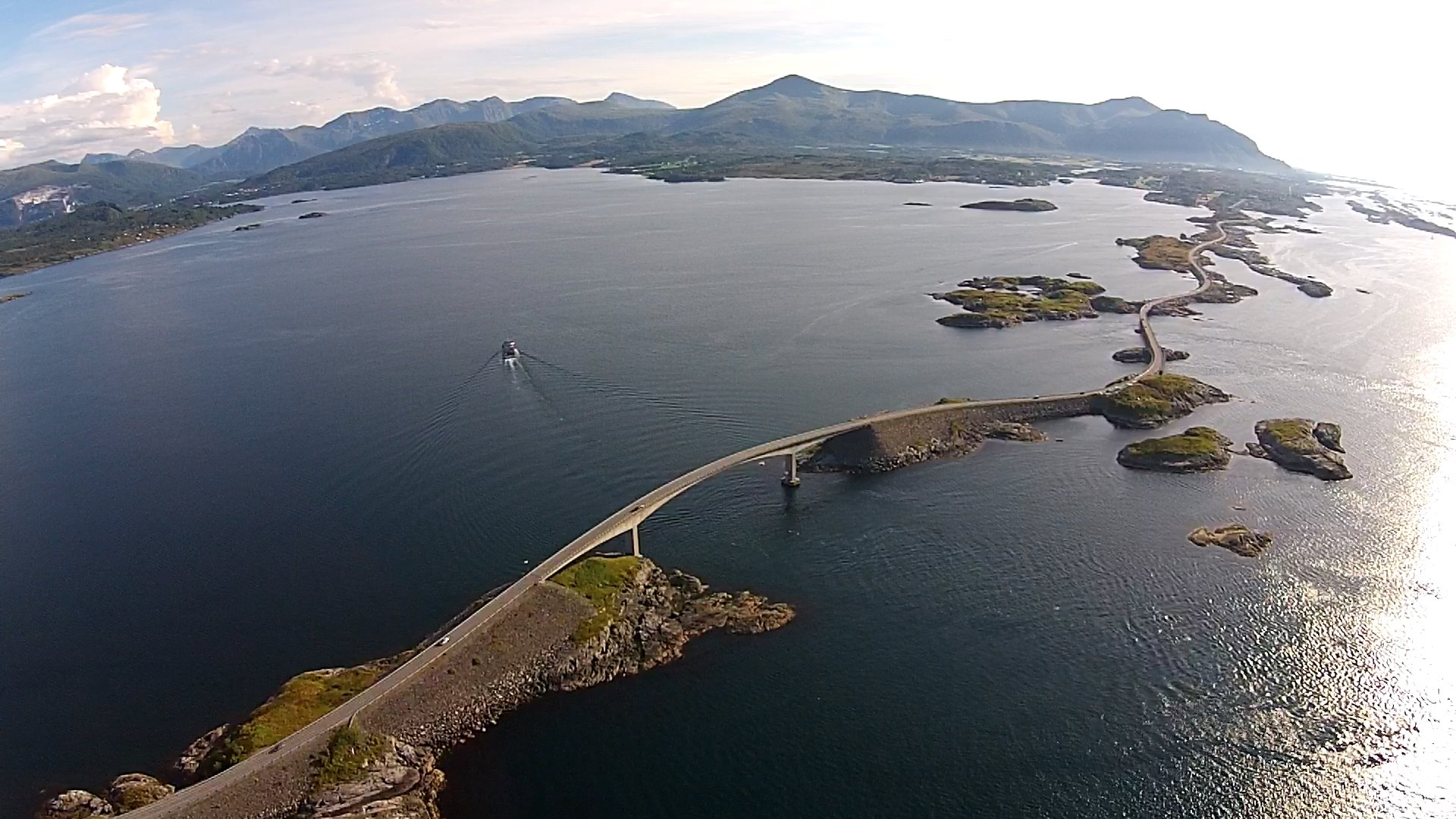
Атлантическая дорога с высоты птичьего полета
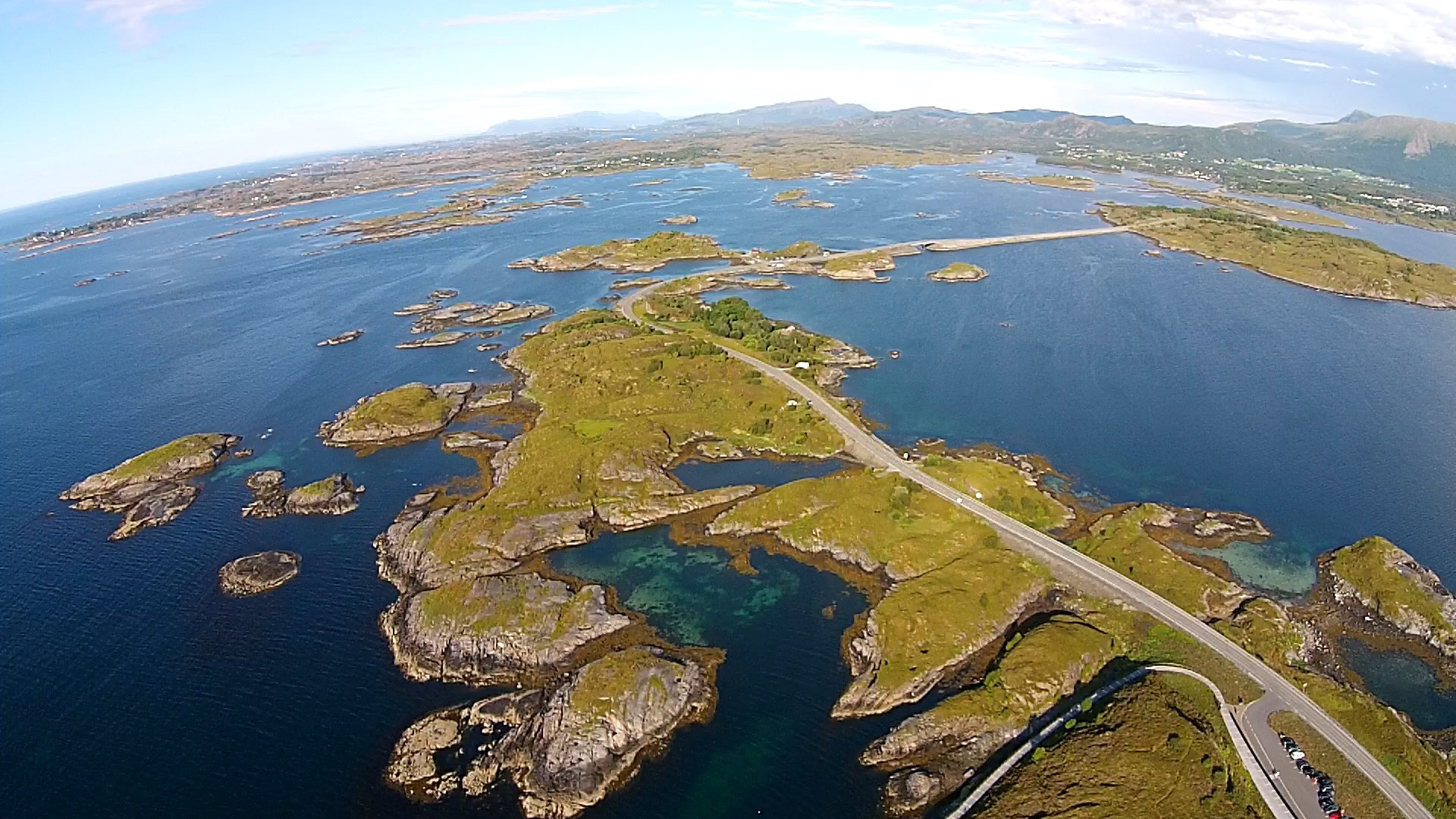
Атлантическая дорога с высоты птичьего полета
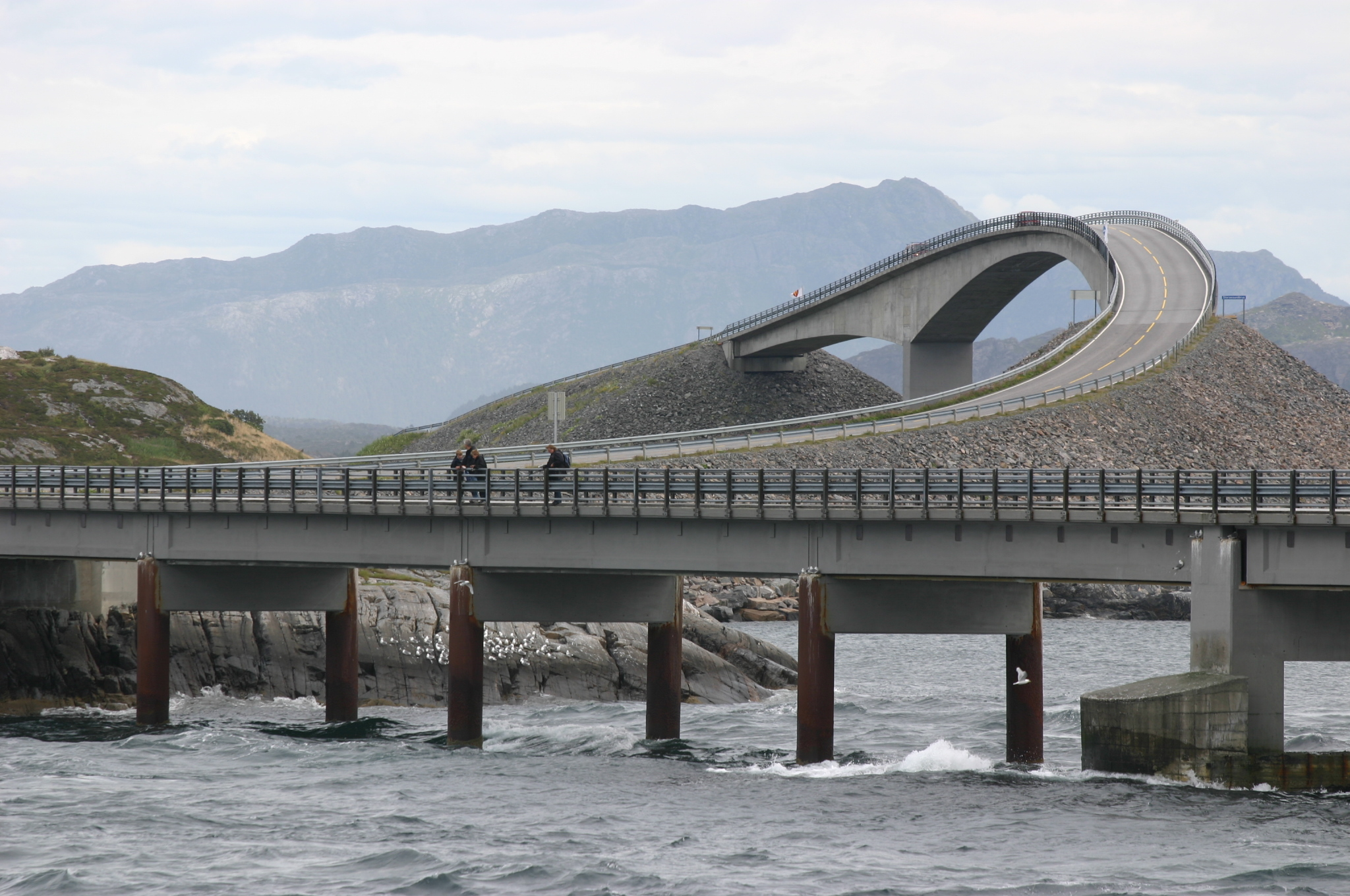
Атлантическая дорога
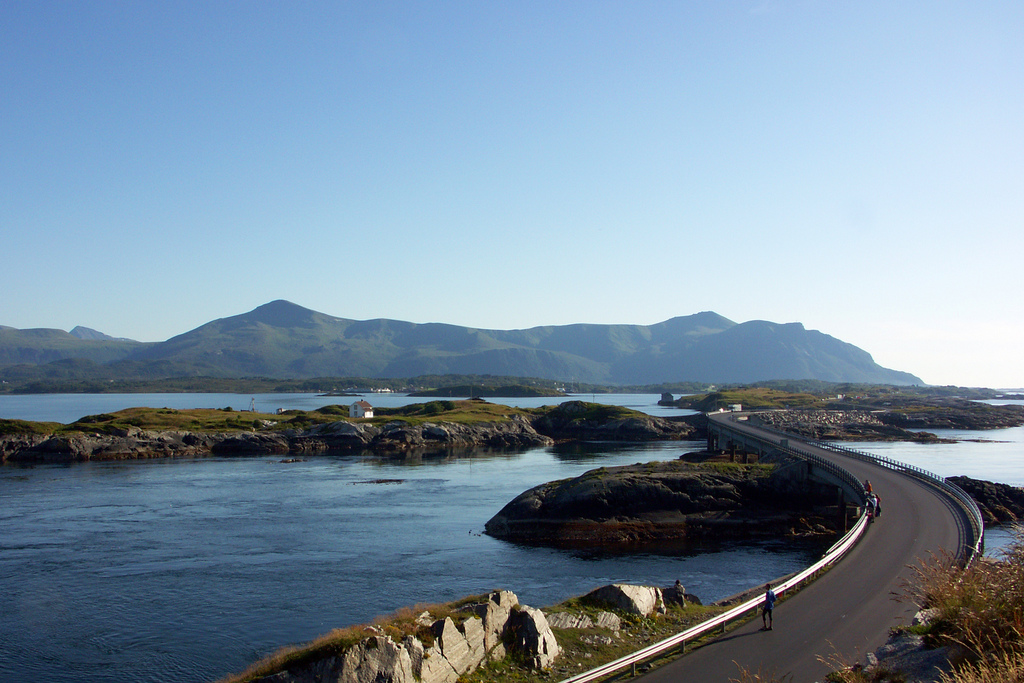
Атлантическая дорога